# Effet de levier inversé
L’effet de levier inversé est le pendant de l’effet de levier. Il se présente en période de crise lorsque les acteurs économiques (ménages, entreprises, investisseurs), s’étant auparavant endettés pour bénéficier de l’effet de levier, ne peuvent plus supporter la charge de leur dette. En effet, leur solvabilité réduite (actifs dépréciés, perspectives de profits en baisse) leur impose de se désendetter rapidement dans des conditions défavorables.

## Exemples
Par exemple :
- un ménage possédant une maison financée par un prêt hypothécaire ou titulaire d'un prêt-relais devra la revendre à perte ;
- une entreprise devra réduire rapidement son niveau d’emprunt et pour cela vendre ou déprécier dans ses comptes des actifs.

L’effet de levier inversé présente également les caractéristiques d’un cercle vicieux. Par exemple pour une entreprise, ce processus l’obligera à inscrire des pertes additionnelles au bilan qui vont à nouveau détériorer sa solvabilité. Généralisé à une zone économique, il peut y engendrer une récession, voire une dépression